# Ana de Nassau-Dillenburg

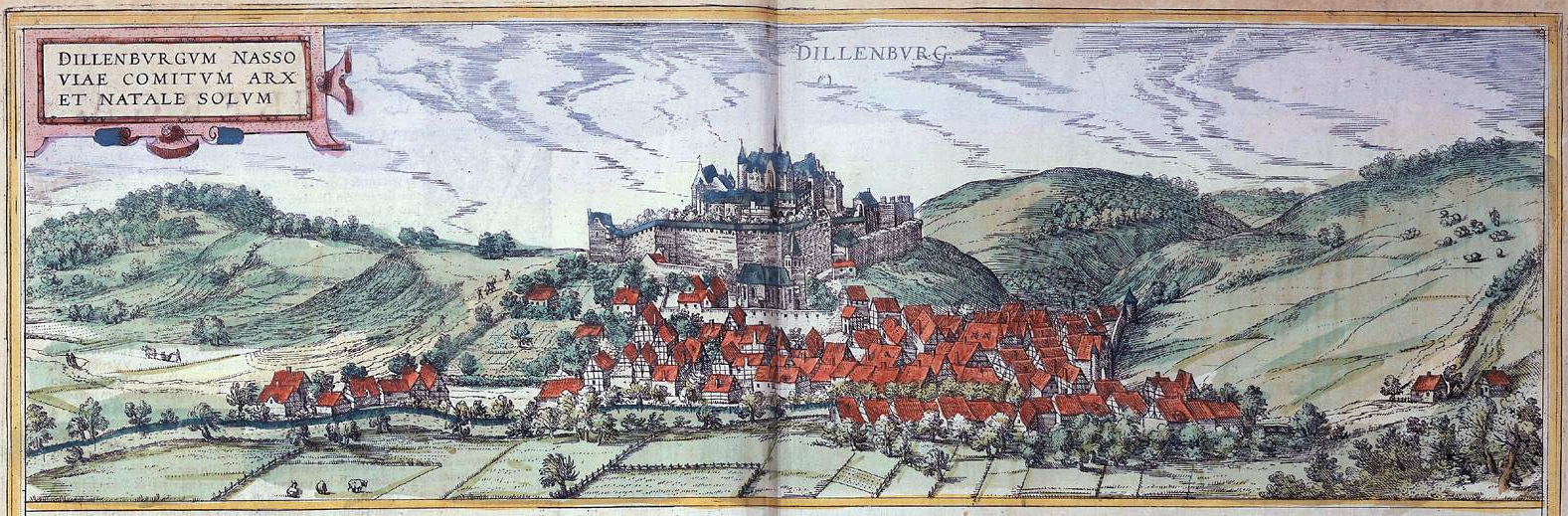
Dillenburg en 1575, mostrando el antiguo castillo en lo alto de la colina y la iglesia de San Juan debajo.

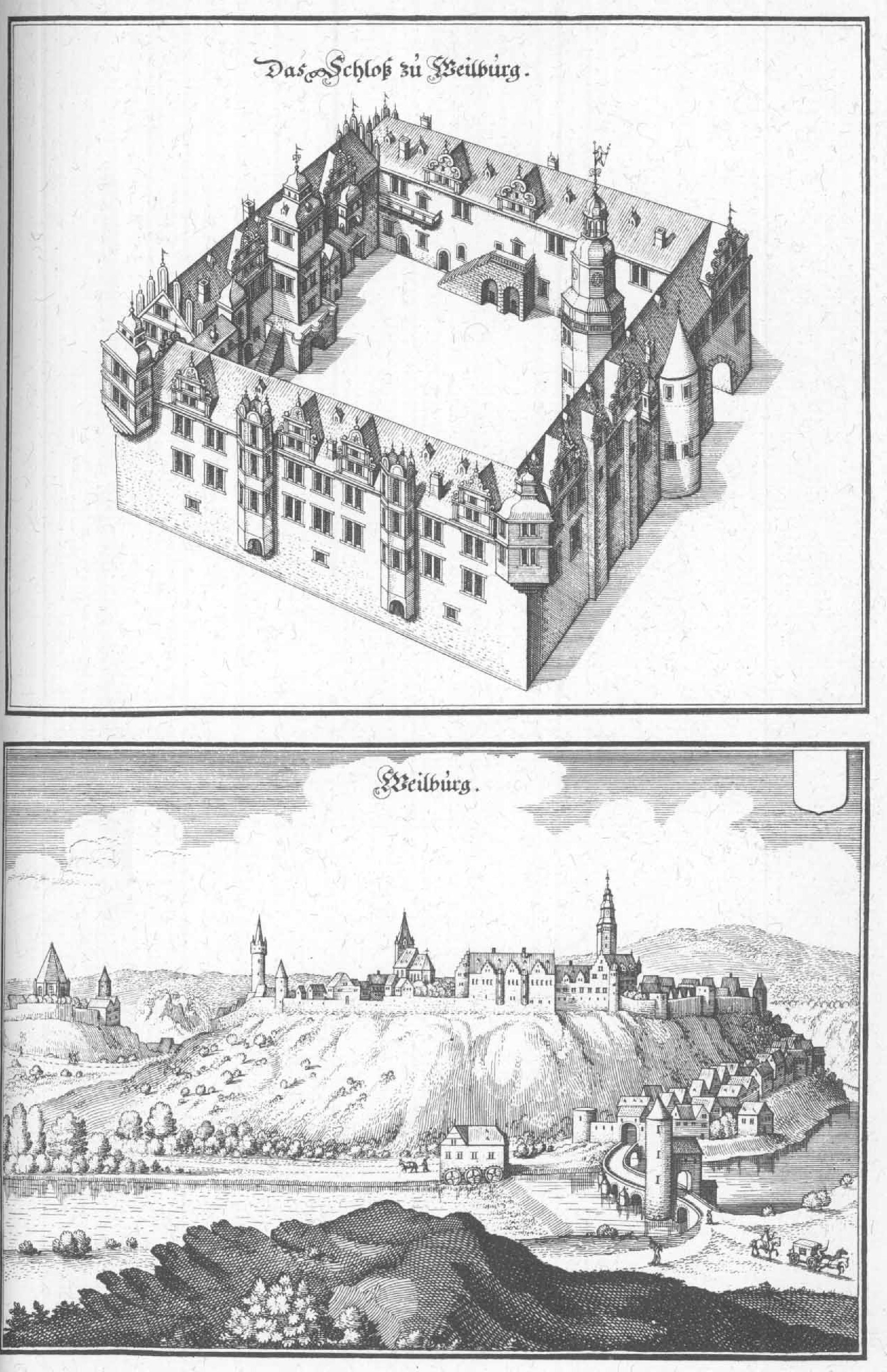
Castillo de Weilburg.

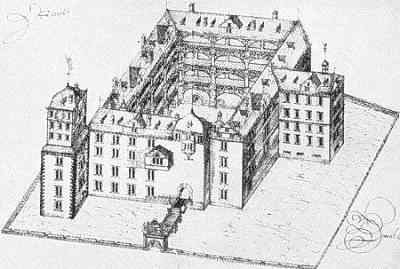
Castillo de Ottweiler.

Ana de Nassau-Dillenburg (Dillenburg, 21 de septiembre de 1541-Weilburg, 12 de febrero de 1616) fue una condesa de la Casa de Nassau. Contrajo matrimonio con su primo el conde Alberto de Nassau-Weilburg y se estableció en el Castillo de Weilburg, donde él gobernó el distrito de Weilburg.

## Primeros años de vida
Ana era hija del Conde Guillermo "el Rico" de Nassau-Dillenburg y de su segunda esposa, Juliana de Stolberg. Ella era el séptimo vástago del matrimonio, y la cuarta hija. El mayor era Guillermo I de Orange (1533-1584), conocido como Guillermo el Taciturno. Ella tenía el mismo nombre que su tía Ana de Nassau-Dillenburg (c. 1441-1514), quien había fallecido veintisiete años antes de su nacimiento.

### Matrimonio e hijos
Contrajo matrimonio con el Conde Alberto de Nassau-Weilburg el 16 de junio de 1559 en el Castillo de Dillenburg. Ese día en Dillenburg tuvieron lugar dos otros matrimonios de la Casa de Orange: el Conde Juan VI de Nassau-Dillenburg desposó a Isabel de Leuchtenberg, e Isabel de Nassau-Dillenburg desposó al Conde Conrado de Solms-Braunfels.
Guillermo I y Ana tuvieron los siguientes catorce hijos:
- Ana Amalia (1560-1635), desposó al Conde Otón de Solms-Sonnewald.
- Juliana (1562).
- Catalina (1563-1613), murió soltera.
- Luis II de Nassau-Weilburg (1565-1627); heredó Ottweiler.
- Jorge Felipe (1567-1570).
- Alberto (1569-1570).
- Guillermo (1570-1597); heredó Weilburg.
- Isabel (1572-1607), desposó al Conde Jorge II de Sayn-Wittgenstein-Berleburg.
- Juliana (n. 1574).
- Juan Casimiro (1577-1602), desposó a Isabel, hija del Landgrave Jorge I de Hesse-Darmstadt; heredó Gleiberg.
- Ana Otilia (1582-1635), desposó al Conde Guillermo III de Sayn-Wittgenstein.
- Ana Sibila (n. 1575), desposó al Barón Pedro Ernesto II de Krichingen-Püttlingen.
- Magdalena (1580-1658), murió soltera.
- Ernestina (1584-1665), desposó a Luis Felipe de Wied.

## Vida pública
Con los años su casa heredó parte del condado de Nassau-Weilburg. Tras la muerte de su padre en 1561 Alberto ganó parte de territorio y las deudas de su padre: Weilburg, Gleiberg, Cleen, y Burgschwalbach.
En 1574 él heredó otra parte de Nassau-Saarbrücken tras la muerte del Conde Juan III. En 1574 fue construido un nuevo castillo en Ottweiler, que se convirtió en su residencia.